# Menglou
Menglou (kinesiska: 孟楼, 孟楼镇) är en köping i Kina. Den ligger i provinsen Henan, i den centrala delen av landet, omkring 300 kilometer sydväst om provinshuvudstaden Zhengzhou. Antalet invånare är 29 139. Befolkningen består av 14 012 kvinnor och 15 127 män. Barn under 15 år utgör 23,0 %, vuxna 15-64 år 69 %, och äldre över 65 år 6,0 %.
Genomsnittlig årsnederbörd är 940 millimeter. Den regnigaste månaden är augusti, med i genomsnitt 169 mm nederbörd, och den torraste är januari, med 11 mm nederbörd.